# Centre Internacional d'Arranjament de Diferències Relatives a Inversions
El Centre Internacional d'Arranjament de Diferències Relatives a Inversions (CIADI) és una institució de l'arbitratge internacional que facilita la resolució de conflictes legalment i la conciliació entre els inversors internacionals. El CIADI és un membre del Grup del Banc Mundial, del qual rep el finançament, i té la seu a Washington DC, als Estats Units. Va ser establert el 1966 com una institució especialitzada autònoma, multilateral per estimular el flux internacional d'inversions i mitigar els riscos no comercials amb un tractat elaborat per consellers executius del Banc Internacional per a la Reconstrucció i el Desenvolupament i signat pels països membres. El 2012 hi havia 158 països membres contractants, que es comprometen a complir i respectar els laudes arbitrals de conformitat amb el Conveni del CIADI. El centre realitza activitats d'assessorament i manté diverses publicacions.